# 丁香酚
丁香酚（英語：Syringol）是一种天然的芳香性有机化合物，可看作连苯三酚1,3-二甲醚。